# ラザル・コイッチ
ラザル・コイッチ（Lazar Kojić (セルビア語: Лазар Којић、1999年12月11日 - ）は、セルビア・ベオグラード出身のプロサッカー選手。FKラドニチュキ・ベオグラード所属。ポジションは、ミッドフィールダー。

## 経歴
FKブロダラツでキャリアをスタートさせ、2018年1月にオランダのフォルトゥナ・シッタートと契約を結んだ。セルビアのOFKバチュカとラドニク・スルドゥリツァへのローン移籍を経験した後、2020年8月にプロレテル・ノヴィ・サドと契約を結んだ。